# 경계요소법
경계요소법은 적분 방정식에서 체적 적분은 면적 적분으로, 면적 적분은 선 적분으로 변화시켜 계산하는 수치 해석법의 일종을 말한다. 대상 영역의 경계면의 물리적 변화만을 미지수로 하여 해석하는 방법이므로 컴퓨터의 용량이 대단히 적게 소요되고, 경계면의 이동 및 변형에 따른 내부 절점의 재편성도 할 필요가 없다는 장점이 있다.

## 같이 보기
- 해석요소법
- 수치 전자기학
- 무요소법